# 大园山东侧墓葬
大园山东侧墓葬，位于中国青海省西宁市城东区大园山，为第六批青海省文物保护单位，公布日期为1998年12月22日，类型为古墓葬。
大园山东侧墓葬的历史年代为南凉。